# Muntaz
Il muntaz era un grado militare delle Truppe coloniali italiane, equivalente al grado di caporale del Regio Esercito.
Il muntaz era posto sotto il bulucbasci e sopra l'ascaro.

## Servizio
Il muntaz fungeva da comandante di squadra nelle unità coloniali. Il suo grado veniva assegnato tramite scelta fra gli ascari che sapessero leggere e scrivere l'italiano. Poteva essere promosso muntaz l'Àscari dopo cinque anni di servizio, oppure per meriti straordinari..
Durante la Battaglia di Gondar si distinse in particolare il muntaz Unatù Endisciau che rifiutando di arrendersi agli inglesi, in seguito alla capitolazione del ridotto avanzato di Debra Tabor, oltrepassate le linee nemiche raggiunse le linee italiane per portare in salvo il gagliardetto del LXXII Battaglione zaptié (I Gruppo carabinieri). Ferito a morte nell'adempimento della missione, fu decorato con la medaglia d'oro al valor militare.
Sempre nel 1941, fu decorato della medaglia d'oro al valor militare alla memoria il bulucbasci di coperta (Regia Marina) Mohammed Ibrahim Farag, che, naufrago del suo cacciatorpediniere, lasciava il posto sulla lancia di salvataggio a dei compagni, allontanandosene a nuoto, sicuro della morte.
Sono gli unici due combattenti di colore delle truppe coloniali italiane decorati della massima onorificenza italiana.
L'armamento d'ordinanza del muntaz era il medesimo dell'ascari semplice.

## Distintivo e contrassegni d'anzianità

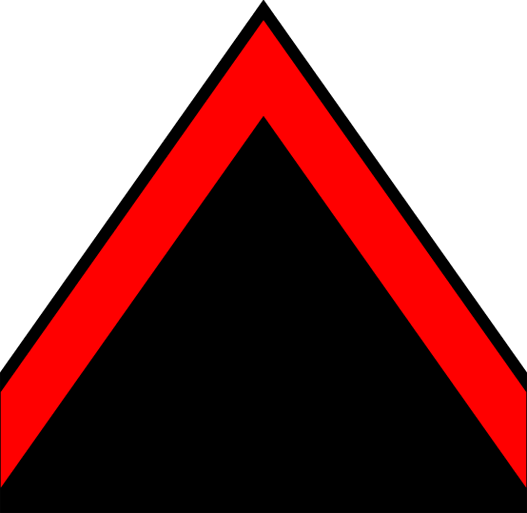
Fascia da braccio per il grado delle truppe coloniali italiane di Muntaz.

Il distintivo di grado del muntaz consisteva in un gallone di tessuto di lana rossa, fatto ad angolo, con la punta rivolta verso la spalla, soppannato di panno nero a triangolo. Inoltre il muntaz porta sul tarbush una stelletta e un gallone, con la base parallela all'orlo inferiore del tarbush.
Il muntaz degli zaptié in grande uniforme indossava penne di struzzo bianche e nere sul copricapo.
Sul distintivo erano posti anche i contrassegni di anzianità - secondo la tabella qui di seguito - e di merito (la corona dei Savoia) come distintivo di promozione per merito di guerra, nonché il fregio di specialità (mitragliere, mitragliere scelto, musicante, trombettiere, tamburino, sellaio, maniscalco, bracciale internazionale) e il distintivo di ferita in guerra.
| 1 stelletta di panno rosso     | 2 anni di anzianità  |
| 2 stellette di panno rosso     | 6 anni di anzianità  |
| 3 stellette di panno rosso     | 10 anni di anzianità |
| 1 stelletta di tessuto argento | 12 anni di anzianità |
| 2 stellette di tessuto argento | 14 anni di anzianità |
| 3 stellette di tessuto argento | 15 anni di anzianità |
| 1 stelletta di tessuto oro     | 20 anni di anzianità |
| 2 stellette di tessuto oro     | 24 anni di anzianità |
| 3 stellette di tessuto oro     | 28 anni di anzianità |